# Кодокуси
Кодокуси (яп. 孤独死 Кодокуси, «Одинокая смерть», иногда также кодокуши) также корицуси (яп. 孤立死, изолированная, одинокая смерть) и доккёси (яп. 独居死, одинокая смерть, смерть живущих одиноко) — японские термины, описывающие ситуацию, при которой одинокий человек умирает в своём жилище, и это остаётся неизвестным соседям и окружающим. Тело может быть обнаружено спустя несколько дней, недель, месяцев или даже лет. Дословно — «одинокая смерть», от японских слов «кодоку» (одиночество, яп. 孤独) и «си» (смерть, яп. 死). Явление впервые было описано в 1980-х годах. Кодокуси становится всё более серьёзной проблемой в Японии. Это связано с экономическими проблемами и со старением населения.
К основным причинам появления и развития данного феномена относят быстрое старение населения, большой процент пожилых и одиноких людей в Японии. Японская нация является самой престарелой в мире. По состоянию на 1 октября 2021 года 29,1 % населения Японии было старше 65 лет. Причиной может быть относительно непродолжительный по времени послевоенный беби-бум в Японии и строгая иммиграционная политика, а также высокий уровень социальной изоляции в японском обществе.

## История
Феномен кодокуси впервые был описан в 1980-е годы. Первый случай, который стал общенациональной новостью в Японии, произошёл в 2000 году, когда труп 69-летнего мужчины был обнаружен через три года после его смерти. Ежемесячная арендная плата за жильё и коммунальные услуги автоматически снималась с его банковского счёта, и только после того, как сбережения были истощены, скелет мужчины был обнаружен в его доме.

## Статистика
Средняя продолжительность жизни в Японии составляет 84 года (на 2018 год). Согласно статистике, приблизительно 27,7 процентов населения Японии старше 65 лет, а многие люди среднего возраста отчаиваются найти партнера и вынуждены продолжать одинокое существование.
Статистические данные о кодокуси часто являются неполными или неточными. Японская телекомпания NHK сообщила, что в 2009 году по всей стране умерли в одиночестве 32 000 пожилых людей. В период с 1983 по 1994 год число кодокуси утроилось, при этом в 1994 году в Токио было зарегистрировано 1049 случаев одиноких смертей. В 2008 году в Токио было зарегистрировано более 2200 случаев одинокой смерти. Аналогичные цифры были зарегистрированы в 2011 году. Примерно 4,5 % похорон в 2006 году были связаны со случаями кодокуси.
С начала 1990-х по конец 2010-х годов доля домохозяйств, состоящих из одного человека, увеличилась в два раза и составляет 14,5 % от всего населения (на 2019 год). Кодокуси чаще всего подвержены мужчины в возрасте 50 лет и старше и женщины старше 80 лет. Так, один из четырёх мужчин в Японии старше 50 лет никогда не был женат, а к 2030 году ожидается изменение статистики до одного из трёх мужчин. Согласно данным Министерства здравоохранения, труда и социального обеспечения, в 2013 году было зарегистрировано около 3700 одиноких смертей. Однако многие независимые эксперты называют цифры, близкие к 30 000 ежегодно.
К кодокуси относят также случаи, когда несколько членов семьи умерли примерно одновременно и пролежали в квартире ненайденными в течение продолжительного отрезка времени. Так, в 2012 году полиция округа Сайтама наткнулась на квартиру к северу от Токио, где находились бездыханные тела трех членов семьи: пожилой супружеской пары и их сына. Очевидно, они умерли от голода, так как никаких следов еды найдено не было, только бутылки воды, мертвый кот и монета в 1 иену. Подобные случаи были зафиксированы в Саппоро, Кусиро, Осаке, Токио и Иокогаме, часто с телами, разлагавшимися на протяжении нескольких месяцев до момента их обнаружения. Данные инциденты имеют ряд общих особенностей: во-первых, они все происходят в квартирах в городских районах, во-вторых, в них задействованы два человека, один из которых пожилой или инвалид, за которым ухаживает второй человек. В-третьих, ни одно из домохозяйств не получало социальных выплат или других социальных услуг, и, в-четвертых, никто из умерших не имел значительных взаимодействий с соседями.

## Причины
Было предложено несколько возможных причин, увеличивающих кодокуси в Японии. Одна из них — усиление социальной изоляции. Всё меньше пожилых японцев живёт вместе с более молодыми поколениями в одном жилье и всё больше отдельно. Пожилые люди, которые живут одни, с большей вероятностью лишаются социальных контактов с семьёй и соседями, и, следовательно, с большей вероятностью умирают в одиночестве.
Также одной из возможных причин для возникновения кодокуси могут быть экономические причины. Многие инциденты с кодокуси были связаны с людьми, которые получали социальную помощь или имели мало финансовых ресурсов. Макдональд предполагает, что «японская черта стоической безудержной выносливости и терпения», или «гаман», препятствует нуждающимся людям обращаться за помощью к соседям и властям.
Кроме того, экономический спад в Японии с 1990 года, как указывалось, способствует увеличению числа одиноких смертей. С 1990 года многие японские бизнесмены были вынуждены досрочно выйти на пенсию. Многие из этих мужчин никогда не вступали в брак и становились социально изолированными, когда их исключали из корпоративной культуры.
Масаки Итиносэ, глава Токийского института исследований смерти и жизни, предполагает, что увеличение кодокуси связано с современной культурой Японии, которая игнорирует смерть. Несколько сотен лет назад японцы часто сталкивались со смертью; например, тела обычно хранились членами семьи. Напротив, в современной Японии существует меньше возможностей стать свидетелями смерти, и смерть не обсуждается в обществе.
Возможные психологические причины увеличения кодокуси включают социальную апатию и жизненный стресс. Социальная изоляция используется в качестве механизма преодоления стрессовых ситуаций.

## Реакция общественности
Кабинет министров Правительства Японии упомянул кодокуси в своём Ежегодном отчёте о старении общества в 2010 году. В нём, в частности, говорится, что обнаружение тела через несколько дней после смерти унижает человеческое достоинство, может привести к психическим расстройствам, а также финансово обременяет родственников, соседей и владельцев квартир. Кроме общественного резонанса в стране, феномен получил международную огласку, когда теме одиноких смертей в Японии стали посвящать статьи такие ведущие мировые издания, как Time, The New York Times, the BBC News и The Guardian. В связи с близкими к японским тенденциями развития общества во многих развитых и развивающихся странах Европы, Азии и Латинской Америки (Германия, Италия, Россия, Украина, Белоруссия, Китай, Южная Корея, Таиланд, Тайвань, Уругвай, Чили и т. д.) — старение общества, разрушение традиционных социальных связей, таких как семейные, соседские и корпоративные связи, — данное явление вызвало беспокойство во многих странах мира.
Согласно анализу Журнала Британской торговой палаты в Японии, социальная изоляция является основным побудителем опасения одинокой смерти, особенно среди людей среднего возраста.
Согласно Обзору качества жизни, проведенному в 2013 году Институтом экономических и социальных исследований Правительства Японии, 32 процента опрошенных отметили, что немного или довольно сильно опасаются умереть в одиночестве. Опасения одинокой смерти же отрицательно коррелируют с показателями уровня благополучия. Данные опасения демонстрируют наибольшую корреляцию с показателями уровня счастья. Согласно анализу Журнала Британской торговой палаты в Японии, социальная изоляция является основным побудителем опасений одинокой смерти, особенно среди людей среднего возраста. Это важное открытие, ведь в стареющем обществе по определению постоянно растет количество людей среднего и пожилого возраста.
Постоянно растущее количество одиноких смертей в Японии стало толчком для развития определённого сегмента бизнеса — специальных клининговых компаний. Такие компании осуществляют уборку жилья умершего сразу после того, как выносят труп. Одежду, мебель и другие принадлежности покойного передают родственникам, если же претендентов на них нет, они сдаются на переработку или продаются перекупщикам.
Для привлечения общественного внимания к проблеме социальной изоляции населения старшего возраста, Мию Кодзима, 27-летняя сотрудница клининговой компании, специализирующейся на уборке квартир после кодокуси, создает миниатюрные макеты квартир кодокуси, в том виде, в котором они остались после выноса тела умершего. Первым делом, заходя в квартиру кодокуси, девушка снимала все на камеру и затем уже приступала к уборке.[значимость факта?]
В некоторых районах Японии начались кампании и движения по предотвращению одиноких смертей. Чиновники в токийском специальном районе Синдзюку начали кампанию по информированию о кодокуси, которая включает в себя запланированные социальные мероприятия и проверку благополучия пожилых граждан.